# COVID-19-Pandemie in Nauru
Infektionen der COVID-19-Pandemie in Nauru sind bislang nicht bekannt geworden. Der Inselstaat Nauru ist damit einer der vier Staaten auf der Erde, in denen offiziell keine COVID-19-Infizierten nachgewiesen wurden (Stand 1. November 2021).

## Hintergrund
Die COVID-19-Pandemie tritt als Teil der weltweiten COVID-19-Pandemie auf, die im Dezember 2019 in China ihren Ausgang nahm. Die COVID-19-Pandemie betrifft die neuartige Erkrankung COVID-19. Diese wird durch das Virus SARS-CoV-2 aus der Gruppe der Coronaviridae verursacht und gehört in die Gruppe der Atemwegserkrankungen. Ab dem 11. März 2020 stufte die Weltgesundheitsorganisation (WHO) das Ausbruchsgeschehen des neuartigen Coronavirus als weltweite Pandemie ein.

## Insellage
Nauru wird als der Ort auf der Welt bezeichnet, den die wenigsten Touristen aufsuchen. Eine Reisegesellschaft bezifferte die Zahl der Touristen, die jährlich nach Nauru kommen, auf 160 Personen.
Die 21 km² große Insel befindet sich isoliert im Pazifik, mit einer Entfernung von etwa 3.000 Kilometer von Australien und etwa 300 Kilometer von Kiribati, ebenfalls ein kleiner Inselstaat. Auf dieser Insel leben etwa 11.000 Menschen und etwa 200 Boatpeople, die nach einem vergeblichen Versuch Australien auf einem Boot zu erreichen, um dort auf Asylantrag zu stellen, in Nauru in Einwanderungshaft im Nauru Regional Processing Centre festgesetzt wurden.
Auf der Insel gibt es lediglich ein Krankenhaus, das Republic of Nauru Hospital in Yaren.

## Verlauf und Maßnahmen

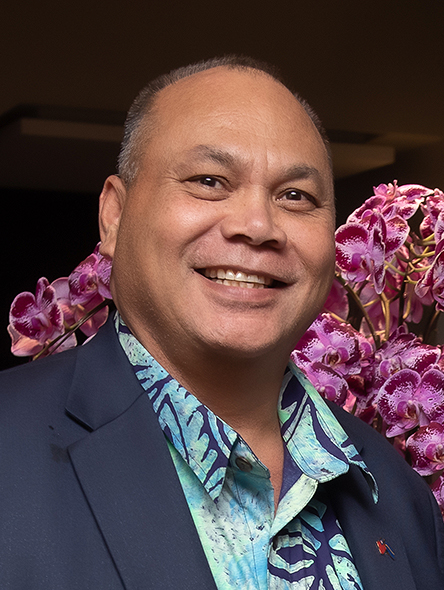
Lionel Rouwen Ainginmea (2019)

### Reaktionen und Maßnahmen im Land
Auf Nauru wurde bereits am 16. März 2020 der Notstand zur Vermeidung der COVID-19-Pandemie ausgerufen, der auf 30 Tage befristet ist. Nauru Airlines fliegt lediglich alle zwei Wochen bis ins australische Brisbane in Queensland, früher gab es zwei bis drei Flüge pro Woche mit etwa 50 Personen und Flugbesatzung. Im Hafen auf Nauru legen zwar noch Schiffe an, aber die Besatzungen dürfen die Schiffe nicht verlassen und die Fracht wird dekontaminiert.
Naurus Präsident Lionel Aingimea geht davon aus, dass es keinen Fall einer Infektion mit Covid-19 auf Nauru gibt.
- Nauru erhielt 17.200 Dosen Impfstoff.[8] Die Impfungen erfolgten vom 9. April bis zum 7. Mai 2021.
- 18. April 2021: Nauru erhält Schutzausrüstungen im Wert von 84.000 US-Dollar.[9]
- 13. Mai 2021: Alle erwachsenen Bewohner Naurus haben eine Impfung erhalten.[10]

## Statistik

Bestätigte Infizierte auf Nauru nach Daten der WHO. Oben kumuliert, unten Tageswerte. Derzeit (Stand 18. Feb. 2021) wurden der WHO noch keine Infektionsfälle gemeldet. Die Grafik wird laufend aktualisiert (Stand links oben angegeben). Änderungen der Lage sind daher zeitnah in der Grafik erkennbar auch wenn sie im Text noch nicht besprochen werden

Bestätigte Todesopfer auf Nauru nach Daten der WHO

### Reisebeschränkungen
Laut Auswärtigem Amt hat das Gesundheitsministerium von Nauru Einreisesperren für Personen erlassen, die sich in den letzten 14 Tagen in bestimmten Ländern, u. a. allen EU-Staaten, aufgehalten haben. Eine 14-tägige Quarantäne wird über alle Einreisenden verhängt, die in von der Nauruischen Regierung bestimmten Unterkünften zu verbringen ist.